# Лејк Стикни (Вашингтон)
Лејк Стикни (енгл. Lake Stickney) насељено је место без административног статуса у америчкој савезној држави Вашингтон.

## Демографија
По попису из 2010. године број становника је 7.777.
| Група             | 2000.    | 2010.         |
| Белци             | 0 (0,0%) | 4.057 (52,2%) |
| Афроамериканци    | 0 (0,0%) | 417 (5,4%)    |
| Азијати           | 0 (0,0%) | 1.826 (23,5%) |
| Хиспаноамериканци | 0 (0,0%) | 1.032 (13,3%) |
| Укупно            | 0        | 7.777         |